# リエージ
リエージ（イタリア語: Riesi）は、イタリア共和国シチリア州カルタニッセッタ県にある、人口約11,000人の基礎自治体（コムーネ）。

## 地理

### 位置・広がり

#### 隣接コムーネ
隣接するコムーネは以下の通り。括弧内のENはエンナ県、AGはアグリジェント県所属を示す。
- バッラフランカ (EN)
- ブテーラ
- マッツァリーノ
- ピエトラペルツィーア (EN)
- ラヴァヌーザ (AG)
- ソンマティーノ